# BBC Alba
BBC Alba – brytyjski kanał telewizyjny nadający w całości w języku szkockim gaelickim. Słowo „Alba” oznacza w tym języku „Szkocja”. Kanał ruszył 19 września 2008 i jest dostępny w cyfrowym przekazie satelitarnym (z satelity Astra 2) oraz w sieciach kablowych, a na obszarze Szkocji również w cyfrowym przekazie naziemnym. Osoby korzystające z komputerów znajdujących się na terenie Wielkiej Brytanii mogą śledzić jego program również za pośrednictwem platformy internetowej BBC iPlayer.

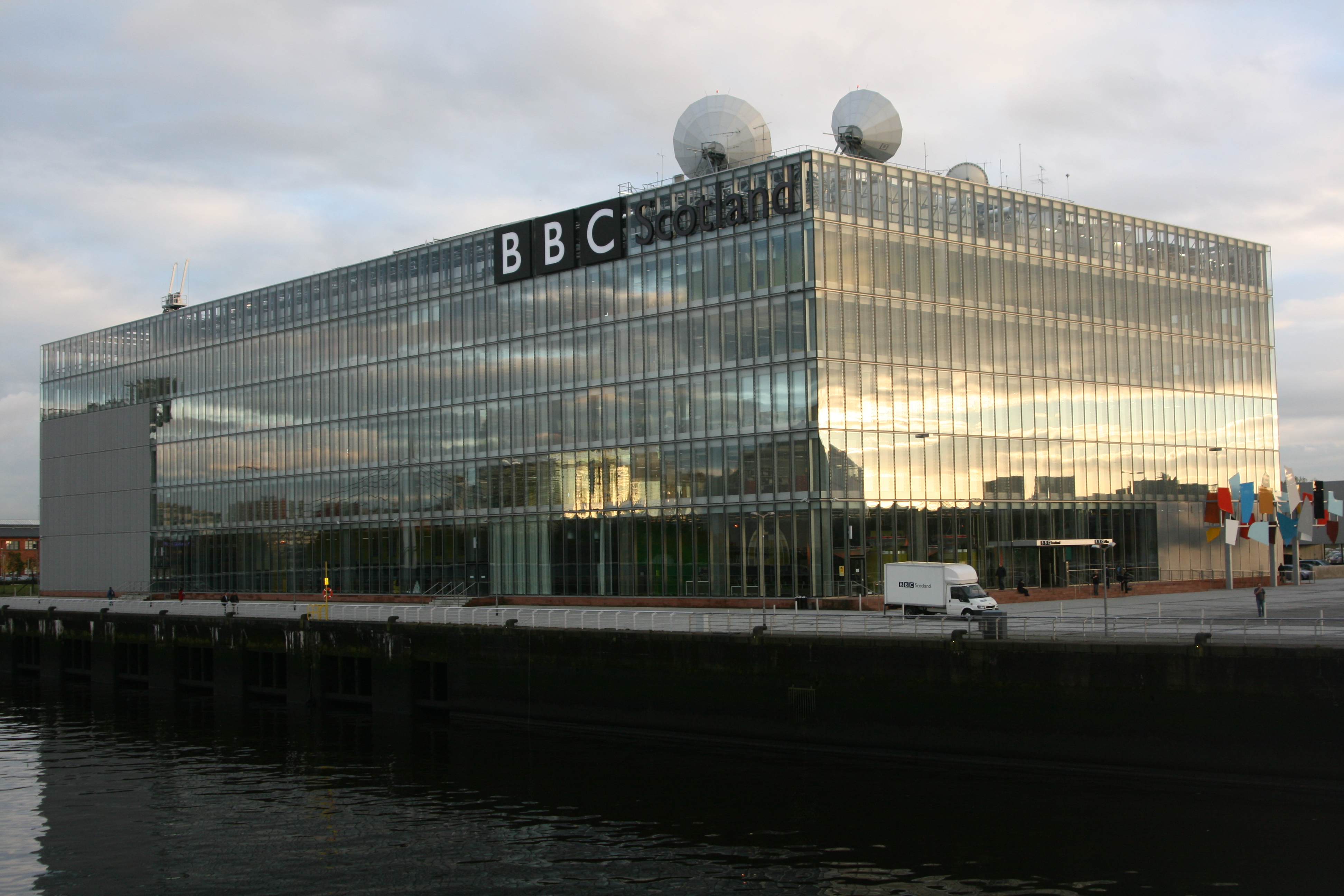
Siedziba BBC Scotland w Glasgow, skąd emitowany jest sygnał BBC Alba

Kanał jest produkowany wspólnie przez BBC Scotland oraz MG Alba, agendę autonomicznego rządu Szkocji odpowiedzialną za upowszechnianie języka szkockiego gaelickiego. Siedziba kanału znajduje się w Stornoway, jego główny newsroom w Inverness, zaś serwisy pogodowe i sportowe nadawane są z Glasgow, tam też znajduje się centrum emisyjne. Oprócz tego kanał dysponuje też ośrodkiem w Portree.